# Szepesi Mátyás
Szepesi Mátyás (1975. május 19.) magyar gitáros, énekes, dalszövegíró, producer.
Szepesi Mátyás a 2000-es évek elején Egyszercsak nevű formációjával tűnt fel, aztán tagja lett a Magashegyi Undergroundnak is. A 2010-es években Konyha nevű zenekarával adott ki három lemezt (az eklektikus Konyhanyelv című 2012-es debüt után a 2014-es Elmentek a szörnyek letisztultabb anyag). A 2018-ban megjelent Különbéke ismét frissített a megszólaláson, ezúttal a zongora és a fúvóshangszerelés előtérbe kerülése hoz új színt.
A Dal 2019 legjobb dalszövegírója díjat a Százszor visszajátszott című dalért neki ítélték.
2019-ben a Petőfi Zenei Díjátadón elnyerte a legjobb dalszövegírónak járó kitüntetést.